# Eupatorium tanacetifolium
Eupatorium tanacetifolium là một loài thực vật có hoa trong họ Cúc. Loài này được Gillies ex Hook. & Arn. mô tả khoa học đầu tiên năm 1835.